# Aras de los Olmos
Aras de los Olmos är en kommun i Spanien.   Den ligger i provinsen Província de València och regionen Valencia, i den östra delen av landet, 220 km öster om huvudstaden Madrid. Antalet invånare är 420. Arean är 76 kvadratkilometer. Aras de los Olmos gränsar till Alpuente.
Terrängen i Aras de los Olmos är huvudsakligen kuperad, men den allra närmaste omgivningen är platt.